# Joel Casique
Joel Gerardo Casique, (San Cristóbal, Venezuela, 1958-Caracas, 17 de diciembre de 2010) fue un artista escultor de Venezuela. 

## Datos biográficos

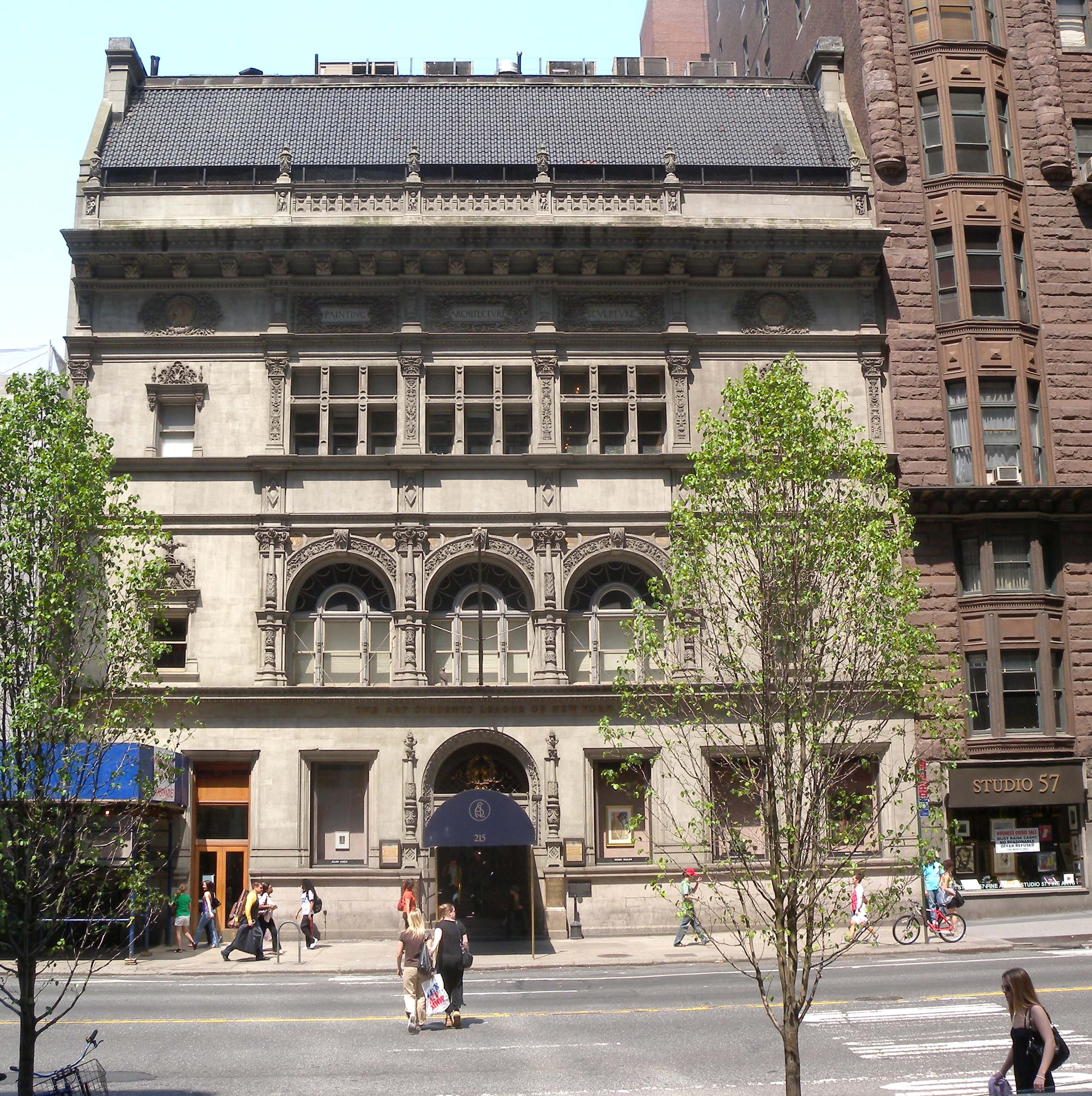
Edificio de la Liga de estudiantes de arte de Nueva York, en Nueva York

Formado en la Escuela Cristóbal Rojas de Caracas. Obtuvo una licenciatura de arte en la Liga de estudiantes de arte de Nueva York, en Nueva York. 
Ha expuesto su obra en galerías y museos de Venezuela, Estados Unidos y Aruba; también ha participado en ferias nacionales e internacionales, incluyendo la XVI y XVII Ferias Iberoamericanas de Arte (FIA) en Caracas, la Feria de Arte Latinoamericano en Miami de 2007 , y la Feria Internacional de Arte de Bogotá (ARTBO) de 2006 en Bogotá, Colombia.
El 17 de diciembre de 2010 fue asesinado en su apartamento en Caracas.

## Exposiciones

### Exposiciones individuales
Entre las exposiciones individuales más sobresalientes realizadas por Joel Gerardo Casique están las presentadas en galerías de Estados Unidos en la década de 1990 , como la de Gómez Gallery en Baltimore de 1995 o la de New York Film Academy en Nueva York de 1997.
La década de 2000 comenzó con una muestra individual en la Galería Gráfica de Caracas, a esta siguieron la organizada en Access Art Gallery de Oranjestad, Aruba el año 2003 y en la Galería 39, Caracas, 2003 y 2006; en 2008 volvió a los Estados Unidos presentando una individual en la Galería Ideobox de Miami.

### Exposiciones colectivas
Joel Casique participó en numerosas exposiciones individuales, ordenadas de las más recientes a las más pretéritas, son las siguientes:

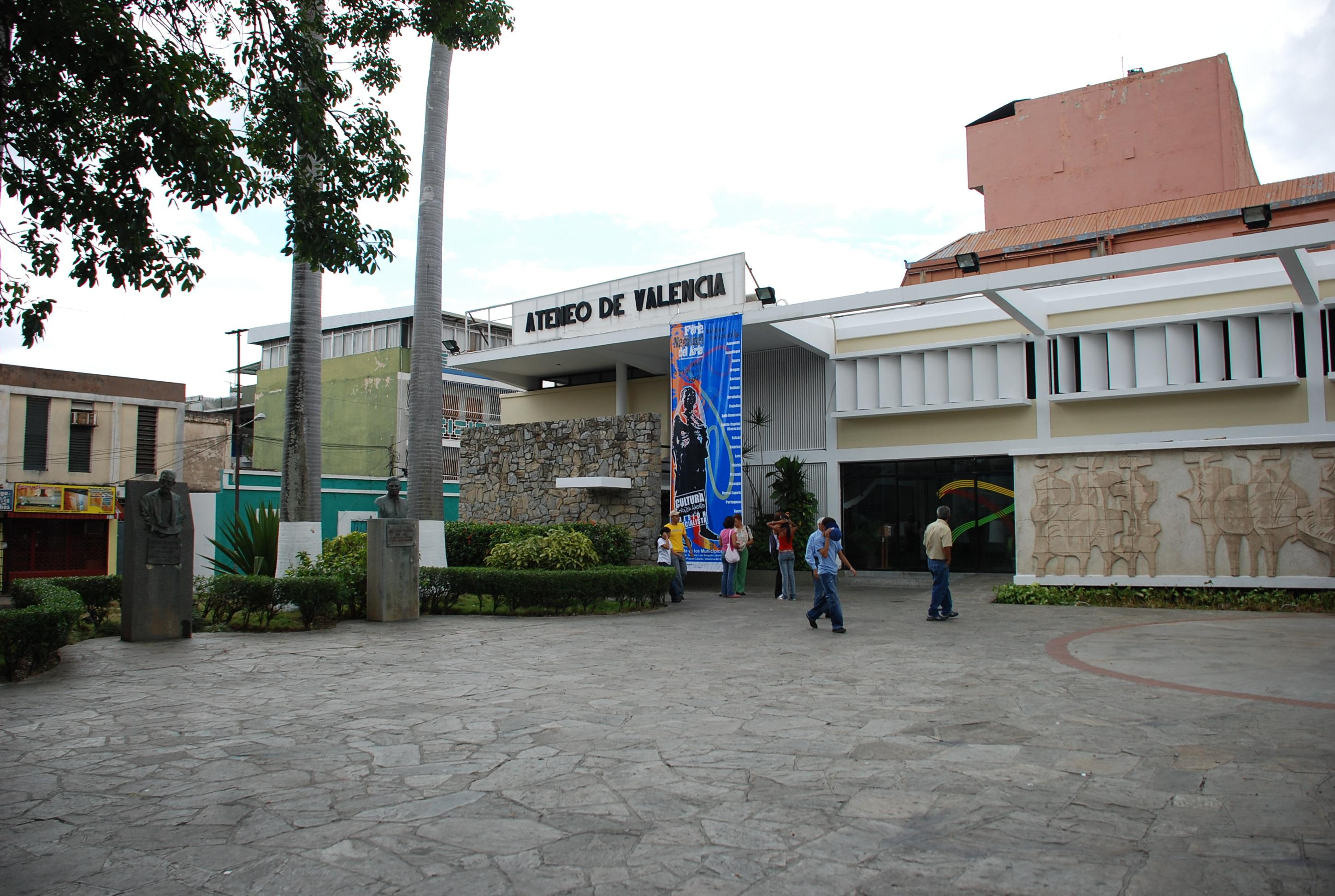
Fachada del Ateneo de Valencia

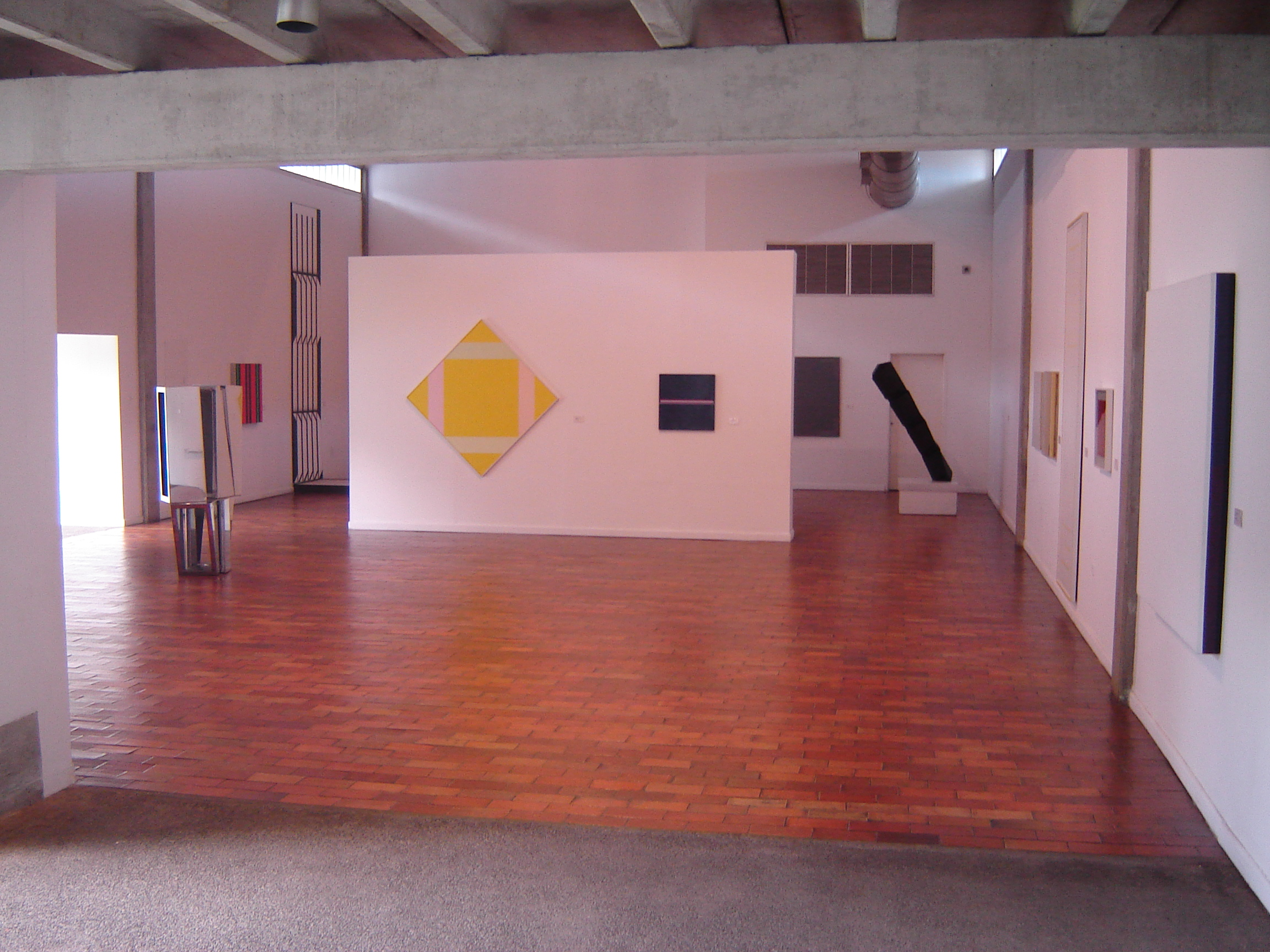
Interior del Museo Jesús Soto

- 2007: Utopías, Galería 39, Caracas
- 2005: Intervención Urbana “Velada Santa Lucía”, Maracaibo, Venezuela
- 2005: V Bienal de Escultura, Museo de Arte Contemporáneo Francisco Narváez, Porlamar, Nueva Esparta, Venezuela
- 2004: “Mutaciones en el Espacio”, Museo Miranda, Los Teques, Miranda, Venezuela
- 2004: “Una Mirada al Lago”, Museo Lía Bermúdez, Maracaibo, Venezuela
- 2003: Arte venezolano del siglo XX. La megaexposición, Museo de Arte Contemporáneo de Caracas
- 2001: IV Bienal del Barro de América, Museo Alejandro Otero, Caracas

- 1999: LVII Salón de Artes Visuales Arturo Michelena, Ateneo de Valencia, Venezuela
- 1998: XXIII Salón Nacional de Aragua (Invitado), Museo de Arte Contemporáneo de Maracay , Venezuela,
- 1998: II Bienal del Paisaje, Museo de Arte Contemporáneo de Maracay, Venezuela
- 1997: V Bienal de Arte de Guayana donde obtiene el Primer Premio, Museo de Arte Moderno Jesús Soto, Ciudad Bolívar, Venezuela
- 1996: Sculpture Center, Nueva York
- 1995: Premio Amster Prescott, en The National Arts Club, Nueva York
- 1993: National Art Club, Nueva York

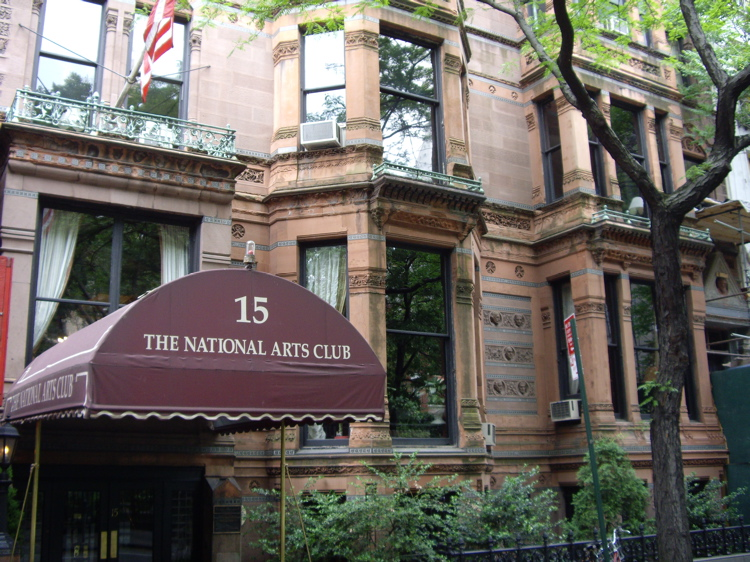
Fachada del National Arts Club en Nueva York

### Ferias nacionales e internacionales
A lo largo de su carrera artística Joiel Casique participó en las siguientes ferias:
- XVI y XVII Feria Iberoamericana de Arte. FIA, Caracas, 2007–2008;
- ArteAmericas - Latin American Art Fair, Miami, 2007;
- Feria Internacional de Arte de Bogotá ARTBO, Bogotá, 2006.